# Leone Frollo
Leone Frollo (Venecia, 9 de abril de 1931-17 de octubre de 2018) fue un arquitecto e historietista italiano.

## Biografía
Frollo debutó en 1948 con una historieta del oeste titulada Sui grandi laghi en el periódico Il Risveglio. En 1953 comenzó a trabajar en il Corriere dello Scolaro, gracias al historietista Giorgio Bellavitis que lo pone a cargo de las ilustraciones del cuento La strada senza fine.
En 1958 se graduó en arquitectura. Entre 1958 a 1968 colaboró a través del estudio de Rinaldo D'Ami con la editorial británica Fleetway, para la que realizó numerosas historietas románticas y bélicas, incluyendo Battler Britton.
En 1963, publicó en el Corriere dei Piccoli la historia Guerra agli invisibili. En 1966, realizó Melody John para S.E.P.I.M.; posteriormente, entre 1969 y 1970, trabajó en el western La Vedova Nera y otras historias para los periódicos italo-francés Wampus y Bob Lance. En el mismo período, colaboró en la serie de cómics alemana Perry Rhodan.
Durante la segunda mitad de los años sesenta y todo los setenta, dio vida a una serie de personajes del fumetti neri tales como Lucifera, Biancaneve, Yra, Naga y Casino; muchos de estos se publicaron en Edifumetto de Renzo Barbieri, editorial que además le permite crear ficción para jóvenes fans.
En los años ochenta, colaboró en los semanarios Lanciostory y Skorpio y dio vida a Mona Street para Glamour International. Al mismo tiempo, crea ilustraciones e historias cortas para las revistas Glamour Magazine y Diva.

## Obras selectas
- Lucifera, los 15 primeros números de la serie.
- Biancaneve, 26 números (noviembre de 1972 hasta diciembre de 1974).
- Naga la maga, 24 números (julio de 1975 hasta junio de 1977).
- Mona Street, volumen 1 (1988)
- Mona Street, volumen 2 (1992)
- Mona Street, volumen 3 (2001)
- Mona Street (2011).
- Casino, volumen 1 (2010).
- Casino, volumen 3 (2012).